# Frank Messervy

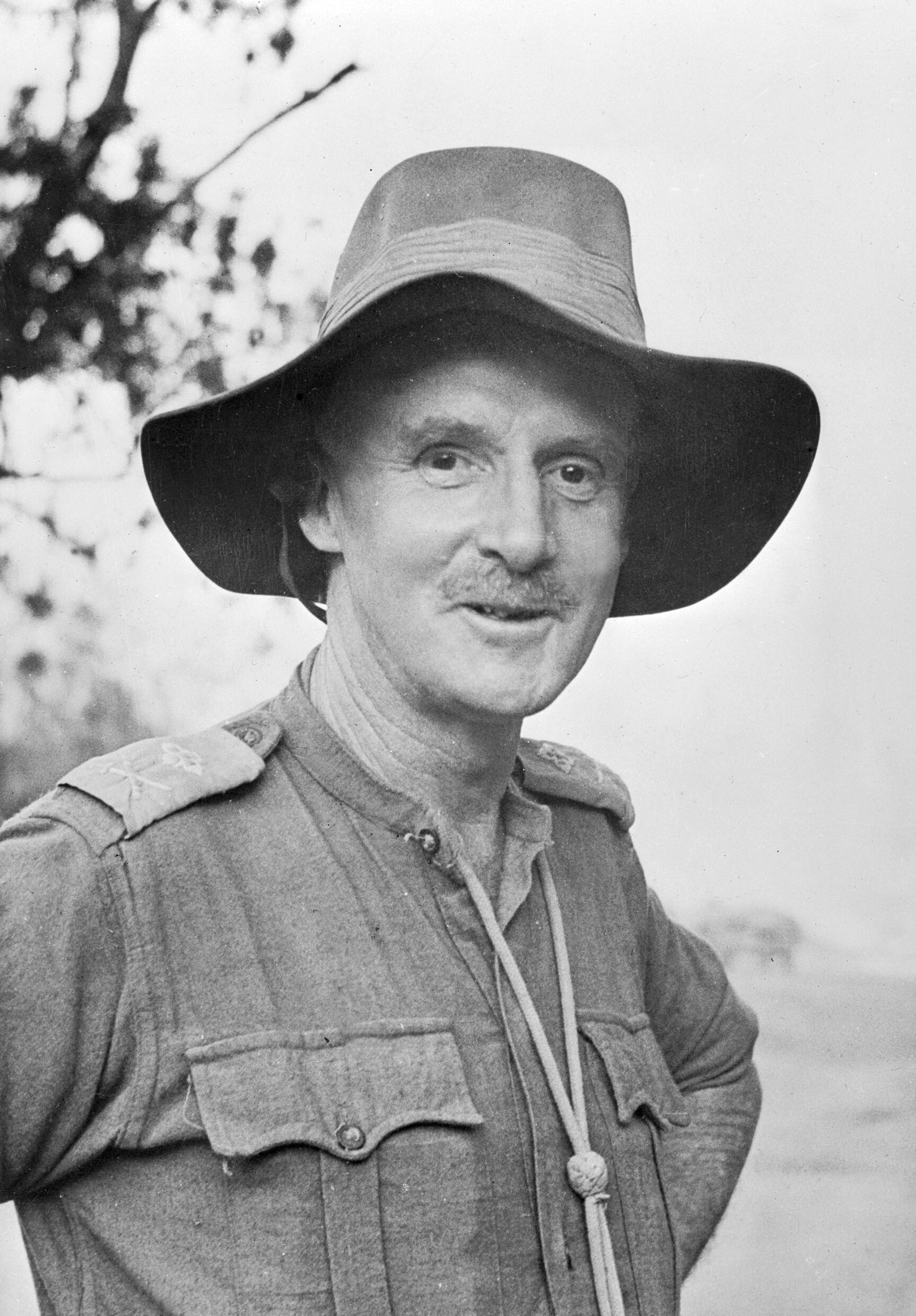
Frank Messervy

Sir Frank Walter Messervy KCSI, KBE, CB, DSO & Bar, MC (* 9. Dezember 1893 auf Trinidad; † 2. Februar 1974 in Heyshott, West Sussex) war ein britischer Offizier, der in der British Army und der British Indian Army diente und den Rang eines Generals erreichte. Er nahm an beiden Weltkriegen teil und wurde nach der Teilung Indiens 1947 der erste Oberbefehlshaber der Pakistan Army.

## Leben
Messervy wurde als Sohn eines Bankmanagers geboren und am Eton College und dem Royal Military College, Sandhurst ausgebildet. Er wurde im Januar 1913 als Second Lieutenant in die Indian Army aufgenommen, wo er für ein Jahr in einem britischen Regiment diente. 1914 kam er ins Kavallerieregiment 9th Hodson Horse, mit dem er von 1914 bis 1918 am Ersten Weltkrieg in Frankreich, Palästina und Syrien teilnahm, wobei er den Rang eines Captain erreichte. Nach dem Kriegsende diente er in Kurdistan.
Von 1925 bis 1926 besuchte Messervy den Kurs am Staff College Camberley, wurde 1928 Brigademajor und 1931 zum vollwertigen Major befördert. Von 1932 bis 1936 lehrte er am Indian Staff College in Quetta, wo Bernard Montgomery einer seiner Kollegen war. 1938 wurde er im Rang eines Lieutenant Colonel Kommandeur der 13th Duke of Connaught’s Own Lancers, die damals von einem Kavallerieregiment auf Spähpanzer umgerüstet wurde und an der North West Frontier eingesetzt wurde. Im September 1939 wurde er in den Deccan District versetzt, um als Generalstabsoffizier 1. Grades (GSO1) im Rang eines Colonel an der Aufstellung der indischen 5th Infantry Division mitzuwirken. Die Division wurde im September 1940 in den Sudan verlegt, um am Ostafrikafeldzug gegen die italienische Kolonie Italienisch-Ostafrika teilzunehmen.
Messervy wurde nach seiner Ankunft im Sudan am 16. Oktober 1940 mit der Führung eines provisorischen kombinierten Einsatzverbands in Stärke eines verstärkten Bataillons, der Gazelle Force, beauftragt, die die Aufgabe hatte, die italienischen Truppen an der Grenze zu Eritrea anzugreifen und beschäftigt zu halten. Nach der erfolgreichen Invasion Eritreas wurde der Verband im Februar 1941 aufgelöst. Anfang März 1941 erhielt Messervy stattdessen den Befehl über die 9th Infantry Brigade der 5. Division, mit der er an der bis Ende März andauernden Schlacht von Keren teilnahm. Für seine erfolgreiche Führung der Brigade in Ostafrika sollte er im Dezember 1941 den Distinguished Service Order erhalten und wurde Mentioned in dispatches. Zuvor hatte er am 14. April 1941 den Befehl über die indische 4th Infantry Division im temporären Rang eines Major-General erhalten, die nach dem Ende der Schlacht von Keren an die Front in Nordafrika verlegt wurde.

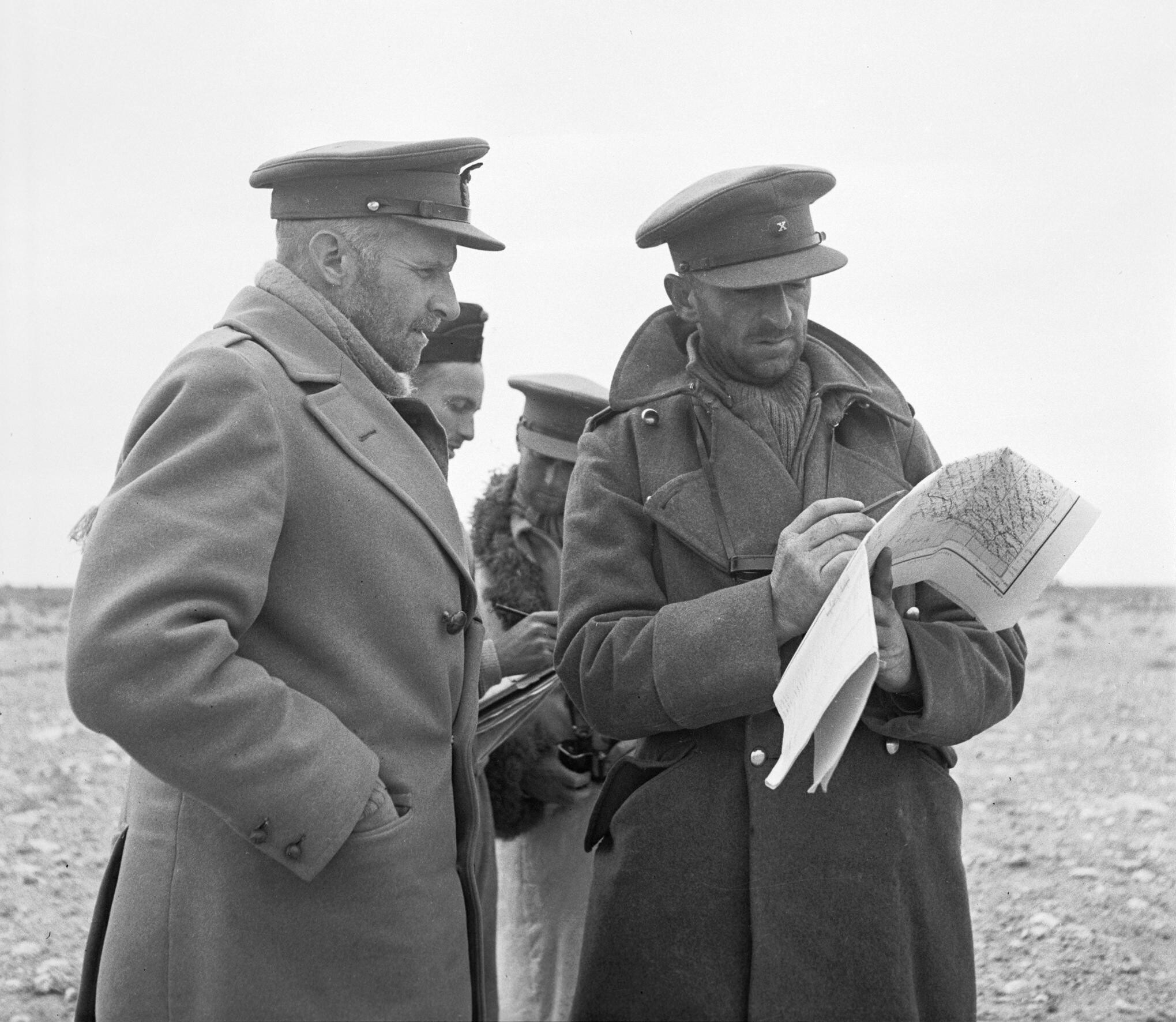
Messervy in der Gazala-Stellung

Messervy führte die 4. Division im Juni 1941 in der Operation Battleaxe, einem (zweiten) fehlgeschlagenen Versuch der Briten, die Belagerung von Tobruk aufzuheben. Dieses Ziel wurde erst Ende November 1941 im Rahmen der Operation Crusader erreicht. Messervys Division nahm anschließend an der Verfolgung der deutsch-italienischen Truppen teil und erreichte bis zum Ende des Jahres Bengasi. Messervy sollte ursprünglich nach dem Abschluss der Operation die indische 1st Armoured Division (später 31st Armoured Division) übernehmen, die im Iran und Irak stationiert war. Nach der Verwundung Herbert Lumsdens wurde ihm aber am 3. Januar 1942 der Befehl über die britische 1st Armoured Division übertragen, die er bis Mitte Februar 1942 führte. In dieser Zeit war sie an Kämpfen im Raum Msus beteiligt. Nach einem kurzen Aufenthalt in Indien, wo seine Tochter im Krankenhaus lag, wurde er am 28. Februar mit der Führung der 7th Armoured Division, der berühmten Desert Rats, beauftragt, die kurz zuvor ihren Kommandeur Jock Campbell bei einem Unfall verloren hatte.
Mit der 7th Armoured Division war Messervy im Mai 1942 bei der Abwehr des Unternehmens Theseus im Einsatz, als sein Divisionshauptquartier am 27. Mai von Einheiten des Deutschen Afrikakorps überrannt wurde. Messervy riss sich seine Rangabzeichen ab und gab vor, lediglich ein Offiziersbursche zu sein, als er von den Deutschen gefangen genommen wurde. Kurze Zeit später gelang ihm die Flucht, als eine britische Batterie auf das Fahrzeug feuerte, das ihn hinter die deutschen Linien bringen sollte. Mit einigen Mitgefangenen erreichte er im Schutze der Nacht die eigenen Linien. Messervy übernahm wieder die Führung der Reste der 7th Armoured Division, wurde aber am 19. Juni von General Neil Ritchie von seinem Posten entbunden. Er wurde nach Kairo versetzt, wo er als stellvertretender Chef des Generalstabs des britischen Middle East Command unter Claude Auchinleck tätig war. Im September 1942 erhielt er für seine Dienste in Nordafrika die Auszeichnung als Companion des Order of the Bath.
Im Oktober 1942 wurde Messervy zurück nach Indien versetzt, wo er im G.H.Q. in Delhi für Panzerfahrzeuge zuständig war und mit der Aufstellung der indischen 43rd Armoured Division beauftragt wurde. Ursprünglich für den Einsatz im Iran vorgesehen, wurde diese Division nach dem Abklingen der deutschen Bedrohung aus dem Kaukasus infolge der Schlacht von Stalingrad im April 1943 wieder aufgelöst. Am 30. Juli 1943 wurde Messervy, der mittlerweile den substantiellen Rang eines Major-General erreicht hatte, der Befehl über die indische 7th Infantry Division übertragen. Diese Division wurde 1943/44 im Rahmen des indischen XV Corps beim Angriff auf die Küstenprovinz Arakan während des Burmafeldzugs eingesetzt. Obwohl sein Divisionshauptquartier im Februar 1944 von einem Gegenangriff der Japaner (Operation Ha-Go) überrannt wurde, gelang ihm in der Schlacht um die Admin-Box (Battle of the Admin Box), in der seine Truppen aus der Luft versorgt wurden, ein wichtiger Abwehrerfolg, für den ihm später sein zweiter DSO verliehen wurde. Seine Division wurde anschließend in Arakan abgelöst, um in die Grenzregion bei Imphal und Kohima verlegt zu werden, wo die Japaner im März 1944 ihre Hauptoffensive (Operation U-Go) begonnen hatten. In diesen Kämpfen, bei denen die Japaner schließlich zurückgedrängt wurden, zeichnete sich Messervy erneut aus. Von Juli bis Oktober 1944 erhielten er und seine Division eine dringend benötigte Erholungspause.
Anfang Oktober 1944 wurde Messervy ins Hauptquartier von General William Slim, dem Befehlshaber der Fourteenth Army gerufen, der ihm bekanntgab, dass er die Führung des britischen IV Corps für die geplanten Operationen ins Landesinnere Burmas (Operation Capital) erhalten sollte. Er trat seinen neuen Posten als Nachfolger von Geoffry Scoones am 8. Dezember an. Seine Truppen drangen durch das Gangaw Valley vor und eroberten Anfang März 1945 das zentral gelegene Meiktila, das sie erfolgreich gegen japanische Gegenangriffe verteidigten, und wenig später auch die frühere Hauptstadt Mandalay, die der Operation ihren Namen gegeben hatte. Im April 1945 drang das Korps über 300 Kilometer durch das Tal des Sittaung nach Süden auf die Hauptstadt Rangun vor, die aber schließlich Anfang Mai im Rahmen der See- und Luftlandungsoperation Dracula von Truppen des XV Korps unter Philip Christison eingenommen wurde. Anfang Juli 1945 wurde Messervy für seine Verdienste als Knight Commander in den Order of the British Empire aufgenommen und durfte sich fortan Sir Frank nennen.
Nach der Kapitulation Japans und einem Heimaturlaub wurde Messervy im Dezember 1945 General Officer Commanding des Malaya Command, was er bis Oktober 1946 blieb. Er wurde anschließend Oberbefehlshaber des indischen Northern Command. In dieser Stellung wurde ihm am 12. Juni 1947 die Auszeichnung als Knight Commander des Order of the Star of India verliehen. Am 15. August 1947 trat die Teilung Indiens in Kraft, wobei das Northern Command zum Hauptquartier der Pakistan Army wurde. Messervy wurde im Ehrenrang eines Generals deren erster Oberbefehlshaber des Heeres im neugebildeten Dominion Pakistan. Am 10. Februar 1948, während des Ersten Indisch-Pakistanischen Krieges, übergab er seinen Posten an seinen Nachfolger Douglas Gracey und nahm im August dieses Jahres seinen Abschied aus dem aktiven Dienst. Sein Amt als Regimentschef der 16th Light Cavalry der indischen Armee gab er auf, blieb aber bis 1955 Regimentschef des Jat Regiment.
Messervy zog sich danach mit seiner Familie auf das Landhaus Wiltshire Farm in Wokingham, Berkshire, zurück. Später zog die Familie nach Heyshott nahe Midhurst in West Sussex, wo er 1974 80-jährig starb.